# Coupe de France de rugby à XIII 1999-2000
Navigation
Édition précédente Édition suivante
La Coupe de France de rugby à XIII 2000 est organisée durant la saison 1999-2000. La compétition à élimination directe met aux prises des clubs français. L'édition est remportée par Villeneuve-sur-Lot.

## Phase finale
|  | Huitièmes de finale | Huitièmes de finale | Huitièmes de finale          | Huitièmes de finale |                    |                    | Quarts de finale | Quarts de finale | Quarts de finale | Quarts de finale |  |  | Demi-finales            | Demi-finales            | Demi-finales            | Demi-finales            |  |  | Finale                                   | Finale                                   | Finale                                   | Finale                                   |
|  |                     |                     |                              |                     |                    |                    |                  |                  |                  |                  |  |  |                         |                         |                         |                         |  |  |                                          |                                          |                                          |                                          |
|  |                     |                     |                              |                     |                    |                    | à Lézignan       | à Lézignan       | à Lézignan       | à Lézignan       |  |  | Le 23 avril 2000 à Albi | Le 23 avril 2000 à Albi | Le 23 avril 2000 à Albi | Le 23 avril 2000 à Albi |  |  | Parc des sports et de l'amitié, Narbonne | Parc des sports et de l'amitié, Narbonne | Parc des sports et de l'amitié, Narbonne | Parc des sports et de l'amitié, Narbonne |
|  | Villeneuve-sur-Lot  | Villeneuve-sur-Lot  | 46                           | 46                  |                    |                    | à Lézignan       | à Lézignan       | à Lézignan       | à Lézignan       |  |  | Le 23 avril 2000 à Albi | Le 23 avril 2000 à Albi | Le 23 avril 2000 à Albi | Le 23 avril 2000 à Albi |  |  | Parc des sports et de l'amitié, Narbonne | Parc des sports et de l'amitié, Narbonne | Parc des sports et de l'amitié, Narbonne | Parc des sports et de l'amitié, Narbonne |
|  | Villeneuve-sur-Lot  | Villeneuve-sur-Lot  | 46                           | 46                  |                    |                    | à Lézignan       | à Lézignan       | à Lézignan       | à Lézignan       |  |  | Le 23 avril 2000 à Albi | Le 23 avril 2000 à Albi | Le 23 avril 2000 à Albi | Le 23 avril 2000 à Albi |  |  | Parc des sports et de l'amitié, Narbonne | Parc des sports et de l'amitié, Narbonne | Parc des sports et de l'amitié, Narbonne | Parc des sports et de l'amitié, Narbonne |
|  | Saint-Cyprien       | Saint-Cyprien       | 16                           | 16                  |                    |                    | à Lézignan       | à Lézignan       | à Lézignan       | à Lézignan       |  |  | Le 23 avril 2000 à Albi | Le 23 avril 2000 à Albi | Le 23 avril 2000 à Albi | Le 23 avril 2000 à Albi |  |  | Parc des sports et de l'amitié, Narbonne | Parc des sports et de l'amitié, Narbonne | Parc des sports et de l'amitié, Narbonne | Parc des sports et de l'amitié, Narbonne |
|  | Saint-Cyprien       | Saint-Cyprien       | 16                           | 16                  | Villeneuve-sur-Lot | Villeneuve-sur-Lot | 37               | 37               |                  |                  |  |  | Le 23 avril 2000 à Albi | Le 23 avril 2000 à Albi | Le 23 avril 2000 à Albi | Le 23 avril 2000 à Albi |  |  | Parc des sports et de l'amitié, Narbonne | Parc des sports et de l'amitié, Narbonne | Parc des sports et de l'amitié, Narbonne | Parc des sports et de l'amitié, Narbonne |
|  |                     |                     |                              |                     | Villeneuve-sur-Lot | Villeneuve-sur-Lot | 37               | 37               |                  |                  |  |  | Le 23 avril 2000 à Albi | Le 23 avril 2000 à Albi | Le 23 avril 2000 à Albi | Le 23 avril 2000 à Albi |  |  | Parc des sports et de l'amitié, Narbonne | Parc des sports et de l'amitié, Narbonne | Parc des sports et de l'amitié, Narbonne | Parc des sports et de l'amitié, Narbonne |
|  |                     |                     | Avignon                      | Avignon             | 10                 | 10                 |                  |                  |                  |                  |  |  | Le 23 avril 2000 à Albi | Le 23 avril 2000 à Albi | Le 23 avril 2000 à Albi | Le 23 avril 2000 à Albi |  |  | Parc des sports et de l'amitié, Narbonne | Parc des sports et de l'amitié, Narbonne | Parc des sports et de l'amitié, Narbonne | Parc des sports et de l'amitié, Narbonne |
|  | Avignon             | Avignon             | Avignon                      | Avignon             | 10                 | 10                 | 26               | 26               |                  |                  |  |  | Le 23 avril 2000 à Albi | Le 23 avril 2000 à Albi | Le 23 avril 2000 à Albi | Le 23 avril 2000 à Albi |  |  | Parc des sports et de l'amitié, Narbonne | Parc des sports et de l'amitié, Narbonne | Parc des sports et de l'amitié, Narbonne | Parc des sports et de l'amitié, Narbonne |
|  | Avignon             | Avignon             | à Castelnaudary              |                     |                    |                    | 26               | 26               |                  |                  |  |  | Le 23 avril 2000 à Albi | Le 23 avril 2000 à Albi | Le 23 avril 2000 à Albi | Le 23 avril 2000 à Albi |  |  | Parc des sports et de l'amitié, Narbonne | Parc des sports et de l'amitié, Narbonne | Parc des sports et de l'amitié, Narbonne | Parc des sports et de l'amitié, Narbonne |
|  | Carpentras          | Carpentras          | 14                           | 14                  |                    |                    |                  |                  |                  |                  |  |  | Le 23 avril 2000 à Albi | Le 23 avril 2000 à Albi | Le 23 avril 2000 à Albi | Le 23 avril 2000 à Albi |  |  | Parc des sports et de l'amitié, Narbonne | Parc des sports et de l'amitié, Narbonne | Parc des sports et de l'amitié, Narbonne | Parc des sports et de l'amitié, Narbonne |
|  | Carpentras          | Carpentras          | 14                           | 14                  | Villeneuve-sur-Lot | Villeneuve-sur-Lot | 30               | 30               |                  |                  |  |  |                         |                         |                         |                         |  |  | Parc des sports et de l'amitié, Narbonne | Parc des sports et de l'amitié, Narbonne | Parc des sports et de l'amitié, Narbonne | Parc des sports et de l'amitié, Narbonne |
|  |                     |                     |                              |                     | Villeneuve-sur-Lot | Villeneuve-sur-Lot | 30               | 30               |                  |                  |  |  |                         |                         |                         |                         |  |  | Parc des sports et de l'amitié, Narbonne | Parc des sports et de l'amitié, Narbonne | Parc des sports et de l'amitié, Narbonne | Parc des sports et de l'amitié, Narbonne |
|  |                     |                     | Lézignan                     | Lézignan            | 14                 | 14                 |                  |                  |                  |                  |  |  |                         |                         |                         |                         |  |  | Parc des sports et de l'amitié, Narbonne | Parc des sports et de l'amitié, Narbonne | Parc des sports et de l'amitié, Narbonne | Parc des sports et de l'amitié, Narbonne |
|  | Lézignan            | Lézignan            | Lézignan                     | Lézignan            | 14                 | 14                 | 36               | 36               |                  |                  |  |  |                         |                         |                         |                         |  |  | Parc des sports et de l'amitié, Narbonne | Parc des sports et de l'amitié, Narbonne | Parc des sports et de l'amitié, Narbonne | Parc des sports et de l'amitié, Narbonne |
|  | Lézignan            | Lézignan            | Le 22 avril 2000 à Perpignan |                     |                    |                    | 36               | 36               |                  |                  |  |  |                         |                         |                         |                         |  |  | Parc des sports et de l'amitié, Narbonne | Parc des sports et de l'amitié, Narbonne | Parc des sports et de l'amitié, Narbonne | Parc des sports et de l'amitié, Narbonne |
|  | Ille-sur-Têt        | Ille-sur-Têt        | 14                           | 14                  |                    |                    |                  |                  |                  |                  |  |  |                         |                         |                         |                         |  |  | Parc des sports et de l'amitié, Narbonne | Parc des sports et de l'amitié, Narbonne | Parc des sports et de l'amitié, Narbonne | Parc des sports et de l'amitié, Narbonne |
|  | Ille-sur-Têt        | Ille-sur-Têt        | 14                           | 14                  | Lézignan           | Lézignan           | 50               | 50               |                  |                  |  |  |                         |                         |                         |                         |  |  | Parc des sports et de l'amitié, Narbonne | Parc des sports et de l'amitié, Narbonne | Parc des sports et de l'amitié, Narbonne | Parc des sports et de l'amitié, Narbonne |
|  |                     |                     |                              |                     | Lézignan           | Lézignan           | 50               | 50               |                  |                  |  |  |                         |                         |                         |                         |  |  | Parc des sports et de l'amitié, Narbonne | Parc des sports et de l'amitié, Narbonne | Parc des sports et de l'amitié, Narbonne | Parc des sports et de l'amitié, Narbonne |
|  |                     |                     | Albi                         | Albi                | 12                 | 12                 |                  |                  |                  |                  |  |  |                         |                         |                         |                         |  |  | Parc des sports et de l'amitié, Narbonne | Parc des sports et de l'amitié, Narbonne | Parc des sports et de l'amitié, Narbonne | Parc des sports et de l'amitié, Narbonne |
|  | Albi                | Albi                | Albi                         | Albi                | 12                 | 12                 | 20               | 20               |                  |                  |  |  |                         |                         |                         |                         |  |  | Parc des sports et de l'amitié, Narbonne | Parc des sports et de l'amitié, Narbonne | Parc des sports et de l'amitié, Narbonne | Parc des sports et de l'amitié, Narbonne |
|  | Albi                | Albi                | à Foix                       |                     |                    |                    | 20               | 20               |                  |                  |  |  |                         |                         |                         |                         |  |  | Parc des sports et de l'amitié, Narbonne | Parc des sports et de l'amitié, Narbonne | Parc des sports et de l'amitié, Narbonne | Parc des sports et de l'amitié, Narbonne |
|  | Lyon-Villeurbanne   | Lyon-Villeurbanne   | 10                           | 10                  |                    |                    |                  |                  |                  |                  |  |  |                         |                         |                         |                         |  |  | Parc des sports et de l'amitié, Narbonne | Parc des sports et de l'amitié, Narbonne | Parc des sports et de l'amitié, Narbonne | Parc des sports et de l'amitié, Narbonne |
|  | Lyon-Villeurbanne   | Lyon-Villeurbanne   | 10                           | 10                  | Villeneuve-sur-Lot | Villeneuve-sur-Lot | 34               | 34               |                  |                  |  |  |                         |                         |                         |                         |  |  |                                          |                                          |                                          |                                          |
|  |                     |                     |                              |                     | Villeneuve-sur-Lot | Villeneuve-sur-Lot | 34               | 34               |                  |                  |  |  |                         |                         |                         |                         |  |  |                                          |                                          |                                          |                                          |
|  |                     |                     | XIII Catalan                 | XIII Catalan        | 14                 | 14                 |                  |                  |                  |                  |  |  |                         |                         |                         |                         |  |  |                                          |                                          |                                          |                                          |
|  | XIII Catalan        | XIII Catalan        | XIII Catalan                 | XIII Catalan        | 14                 | 14                 | 46               | 46               |                  |                  |  |  |                         |                         |                         |                         |  |  |                                          |                                          |                                          |                                          |
|  | XIII Catalan        | XIII Catalan        |                              |                     |                    |                    |                  | 46               |                  |                  |  |  |                         |                         |                         |                         |  |  |                                          |                                          |                                          |                                          |
|  | Roanne              | Roanne              | 10                           | 10                  |                    |                    |                  |                  |                  |                  |  |  |                         |                         |                         |                         |  |  |                                          |                                          |                                          |                                          |
|  | Roanne              | Roanne              | 10                           | 10                  | XIII Catalan       | XIII Catalan       | 26               | 26               |                  |                  |  |  |                         |                         |                         |                         |  |  |                                          |                                          |                                          |                                          |
|  |                     |                     |                              |                     | XIII Catalan       | XIII Catalan       | 26               | 26               |                  |                  |  |  |                         |                         |                         |                         |  |  |                                          |                                          |                                          |                                          |
|  |                     |                     | Saint-Gaudens                | Saint-Gaudens       | 16                 | 16                 |                  |                  |                  |                  |  |  |                         |                         |                         |                         |  |  |                                          |                                          |                                          |                                          |
|  | Saint-Gaudens       | Saint-Gaudens       | Saint-Gaudens                | Saint-Gaudens       | 16                 | 16                 | 32               | 32               |                  |                  |  |  |                         |                         |                         |                         |  |  |                                          |                                          |                                          |                                          |
|  | Saint-Gaudens       | Saint-Gaudens       | à Perpignan                  |                     |                    |                    | 32               | 32               |                  |                  |  |  |                         |                         |                         |                         |  |  |                                          |                                          |                                          |                                          |
|  | Toulouse            | Toulouse            | 22                           | 22                  |                    |                    |                  |                  |                  |                  |  |  |                         |                         |                         |                         |  |  |                                          |                                          |                                          |                                          |
|  | Toulouse            | Toulouse            | 22                           | 22                  | XIII Catalan       | XIII Catalan       | 11               | 11               |                  |                  |  |  |                         |                         |                         |                         |  |  |                                          |                                          |                                          |                                          |
|  |                     |                     |                              |                     | XIII Catalan       | XIII Catalan       | 11               | 11               |                  |                  |  |  |                         |                         |                         |                         |  |  |                                          |                                          |                                          |                                          |
|  |                     |                     | Saint-Estève                 | Saint-Estève        | 10                 | 10                 |                  |                  |                  |                  |  |  |                         |                         |                         |                         |  |  |                                          |                                          |                                          |                                          |
|  | Saint-Estève        | Saint-Estève        | Saint-Estève                 | Saint-Estève        | 10                 | 10                 | 50               | 50               |                  |                  |  |  |                         |                         |                         |                         |  |  |                                          |                                          |                                          |                                          |
|  | Saint-Estève        | Saint-Estève        |                              |                     |                    |                    |                  | 50               |                  |                  |  |  |                         |                         |                         |                         |  |  |                                          |                                          |                                          |                                          |
|  | Villefranche        | Villefranche        | 8                            | 8                   |                    |                    |                  |                  |                  |                  |  |  |                         |                         |                         |                         |  |  |                                          |                                          |                                          |                                          |
|  | Villefranche        | Villefranche        | 8                            | 8                   | Saint-Estève       | Saint-Estève       | 30               | 30               |                  |                  |  |  |                         |                         |                         |                         |  |  |                                          |                                          |                                          |                                          |
|  |                     |                     |                              |                     | Saint-Estève       | Saint-Estève       | 30               | 30               |                  |                  |  |  |                         |                         |                         |                         |  |  |                                          |                                          |                                          |                                          |
|  |                     |                     | Pia                          | Pia                 | 4                  | 4                  |                  |                  |                  |                  |  |  |                         |                         |                         |                         |  |  |                                          |                                          |                                          |                                          |
|  | Pia                 | Pia                 | Pia                          | Pia                 | 4                  | 4                  | 24               | 24               |                  |                  |  |  |                         |                         |                         |                         |  |  |                                          |                                          |                                          |                                          |
|  | Pia                 | Pia                 |                              |                     |                    |                    |                  | 24               |                  |                  |  |  |                         |                         |                         |                         |  |  |                                          |                                          |                                          |                                          |
|  | Limoux              | Limoux              | 18                           | 18                  |                    |                    |                  |                  |                  |                  |  |  |                         |                         |                         |                         |  |  |                                          |                                          |                                          |                                          |
|  | Limoux              | Limoux              | 18                           | 18                  |                    |                    |                  |                  |                  |                  |  |  |                         |                         |                         |                         |  |  |                                          |                                          |                                          |                                          |
|  |                     |                     |                              |                     |                    |                    |                  |                  |                  |                  |  |  |                         |                         |                         |                         |  |  |                                          |                                          |                                          |                                          |

## Finale
(mt :  - )
Points marqués :
- Villeneuve-sur-Lot : 6 essais de Van Snick (14e et 75e), Frayssinous (30e), Banquet (35e), Wulf (45e) et Shead (71e) ; 2 transformations de Banquet (? et ?) ; 2 pénalités de Banquet (3e et 23e) ; 2 cartons jaunes de Sabatié (40e) et Shead (45e).
- XIII Catalan : 2 essais de Bonnet (39e) et Okesene (48e) ; 2 transformations de Grésèque (39e) et Bise (48e) ; 1 pénalité de Bise (60e) ; 2 cartons jaunes de Dauré (21e) et Peters (40e).

Évolution du score :
Arbitre : M. Richard Frileux 
Spectateurs : 9 000
Composition des équipes :
- Villeneuve-sur-Lot : Frédéric Banquet - Ludovic Pérolari, Gilles Cornut, David Despin, Mickaël Van Snick - Laurent Frayssinous (o), Julien Rinaldi (m) - David Collado, Vincent Wulf, Romain Gagliazzo, Artie Shead, Pierre Sabatié, Laurent Carrasco - Grant Doorey, Christophe Canal, Vea Bloomfield, Richard Doste - Entraîneur : Jean-Luc Albert
- XIII Catalan : Olivier Bise - Stéphane Bonnet, Jamie Peters, Ludovic Dauré, Mourad Dembri - Aaron Smith(o), Andrew Neave (m) - Hitro Okesene, Paquito Cordoba, Xavier Clara, Pascal Jampy, Didier Cabestany, Aurélien Cologni - Cédric Alcacer, Maxime Grésèque, Olivier Martinez, Laurent Garnier - Entraîneur : Marc Guasch